# Fang (Ethnie)

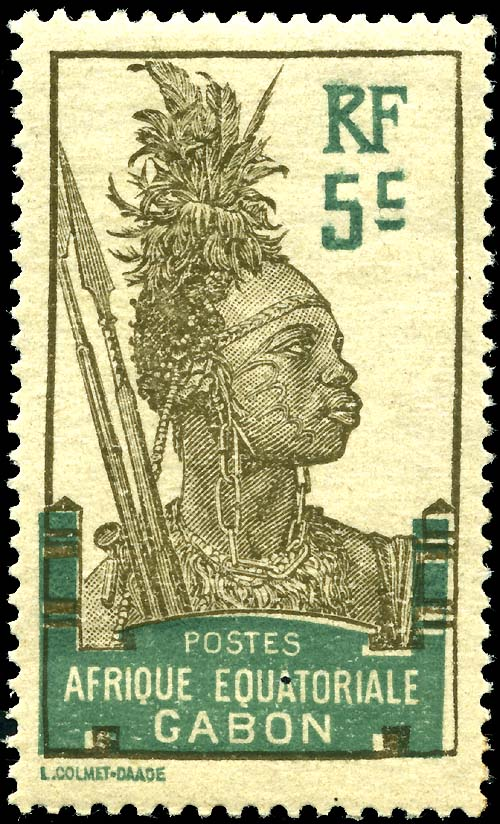
Fang-Krieger (1910)

Die Fang sind eine im westlichen Zentralafrika lebende ethnische Gruppe.

## Verbreitung
Die hauptsächlich auf den Staatsgebieten von Äquatorialguinea (dort 80 % der Bevölkerung), Gabun (11,5 % der Bevölkerung) und – in kleinen Gruppen – im südlichen Kamerun (12 % der Bevölkerung) leben. Pangwe (gleichnamig zur Ethnienbezeichnung auch Fang) ist die Bezeichnung für die Sprache dieser Gruppierung, die der Familie der Bantusprachen zuzuordnen ist.
Die Fang hatten ursprünglich eine monotheistische Religion.
Zu Beginn des 20. Jahrhunderts wurden sie von christlichen Missionaren besucht, deren Lehren sie in ihren eigenen Glauben integrierten. Außerdem wurden sie stark vom Mitsoghoglauben beeinflusst. Heute sind die meisten Fang Christen.
Bekannt sind die Fang für ihre Kunst, vor allem für Schnitzereien und für die nach dem Namen der Kerbstegzither mvet benannte epische Erzähltradition. Die traditionellen Gruppentänze werden von einem Ensemble mit Xylophonen mendzan, großen, aufrecht stehenden Trommeln mbejn und hölzernen Schlitztrommeln nkul begleitet.
Das Fang-Schwert ist unter den Bezeichnungen ntsakh und fa bekannt.
Während der Kolonialzeit hatten die Fang eine eigene Währung, die aus Kupfer und Eisen bestand. Heute leben sie hauptsächlich vom Kakaoanbau und von der Fischerei.
Ein bekannter Fang war der ehemalige Staatspräsident von Gabun Léon M’ba.